# Kraczoników Potok
Kraczoników Potok – potok, prawy dopływ Popradu o długości ok. 1,6 km.
Potok wypływa na wysokości około 770 m na południowo-zachodnich stokach szczytu Kraczonik (936 m) w Górach Leluchowskich. Spływa w północno-zachodnim kierunku porośniętą lasem dolinkę wciosową. Dopiero w końcowym odcinku swojego biegu wypływa na bezleśne, zajęte przez pola uprawne i mniej strome podnóża Kraczonika. Na wysokości około 465 m uchodzi do Popradu.
Cała zlewnia Kraczoników Potoku znajduje się we wsi Leluchów w województwie małopolskim, w powiecie nowosądeckim, w gminie Muszyna. W polskiej regionalizacji fizycznogeograficznej według Jerzego Kondrackiego Góry Leluchowskie zaliczone zostały do Beskidu Sądeckiego, w nowszej regionalizacji z 2018 r. wraz z Górami Lubowelskimi do Pogórza Popradzkiego.